# 丹南郡
丹南郡为過去日本大阪府轄下的一个郡，已于1896年4月1日与周邊的郡合并为南河內郡。
在1880年實施郡區町村編制法時的辖区包括现在的大阪狹山市全部區域、堺市北區大部分地區、美原區大部分地區、松原市的南部地區、羽曳野市西部地區、藤井寺市西南部地區。

## 歷史
在令制國時代最初屬於河內國丹比郡，後來丹比郡被分割為丹南郡和丹北郡。
江戶時代大部分區域為丹南藩、館林藩和幕府直轄的領地，其他另有少部分區域屬於狹山藩、小田原藩、膳所藩。
1868年明治維新後，郡內區域曾先後隸屬大坂裁判所（後改為大阪府）、河內縣、堺縣、丹南縣、館林縣、膳所縣、栃木縣，最後在1871年年底的第一次府縣整併中全數被併入堺縣。
1880年實施郡區町村編製法，正式的設置了近代的行政區劃「丹南郡」，但並未設置自己的郡役所，而是由古市郡役所負責管理由周邊的石川郡、錦部郡、八上郡、古市郡、安宿部郡、丹南郡、志紀郡，因此古市郡役所也被更名為「石川錦部八上古市安宿部丹南志紀郡役所」。
1881年，由於堺縣被併入大阪府，丹南郡隨之成為大阪府的轄區。

### 沿革

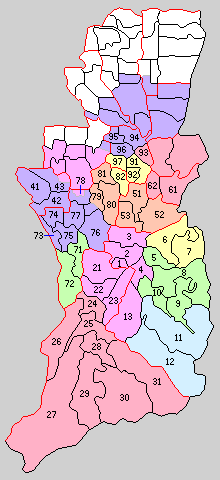
1889年丹南郡轄下的行政區劃：
71.狹山村 72.三都村 73.大艸村 74.日置莊村 75.野田村 76.平尾村 77.黑山村 78.丹南村 79.丹北村 80.埴生村 81.高鷲村 82.長野村
（左側紫色：現屬堺市、橙色：現屬羽曳野市、上方黃色：現屬藤井寺市、左側綠色：現屬大阪狹山市、上方桃色：現屬松原市、1 - 13屬石川郡、21 - 31屬錦部郡、41 - 43屬八上郡、51 - 53屬古市郡、61・62屬安宿部郡、91 - 97屬志紀郡）

- 1889年04月1日：實施町村制，丹南郡下設狹山村、三都村（日语：三都村 (大阪府)）、大艸村（日语：大草村 (大阪府)）、日置莊村（日语：日置荘町）、野田村（日语：野田村 (大阪府南河内郡)）、黑山村（日语：黒山村）、丹南村（日语：丹南村）、丹比村（日语：丹比村 (大阪府)）、埴生村（日语：埴生村 (大阪府)）、高鷲村（日语：高鷲町）、長野村（日语：藤井寺町）。（12村）
- 1896年04月1日：實施郡制（日语：郡制），同時原屬於「石川錦部八上古市安宿部丹南志紀郡役所」的區域（除志紀郡三木本村）被合併為南河內郡。